# レジスタードナース

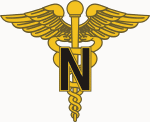
アメリカ陸軍看護隊の記章

レジスタードナース（英: registered nurse）とは、登録看護師。略称はRN。日本では正看護師、または高看という俗称で呼ばれ、准看護師でない看護師のことをさす。アメリカ合衆国などでは看護師を卒業した看護プログラムおよび取得するために、国、州、地方または類似の政府認可のライセンス体によって概説要件満たした看護のライセンスを 定めており RNの実施範囲は法律によって決定され、専門機関または評議会によって規制されている。

## アメリカ合衆国
アメリカ合衆国では、Registered Nurse (RN)のプログラムを修了し、州看護審議会（National Council of State Board of Nursing）の資格試験であるNCLEX-RNに合格後、州看護評議会（State Board of Nursing）に登録する必要がある。
RNのプログラムには3種類がある。
1. Diploma program：主として病院運営のもとで行われる2〜3年間の教育課程（看護専⾨学校に相当）[2]
2. Associateʼs degree in nursing (ADN)：看護系短期⼤学で行われる2〜3年間の教育課程（準学⼠課程）[2]
3. Bachelor of science in nursing (BSN)：看護系4年制⼤学の教育課程（看護学⼠課程）[2]

なお、アメリカ合衆国には日本の保健師にあたる資格がなくレジスタードナースがその役割を担っている。

## 人数と給与規模
2011年時点で、中国では2.24万人の登録看護師。2014年には、米国には約2,751,000人の登録看護師がおり 、カナダには25万人強が登録されていた。米国とカナダでは、これは1,000人あたり約8人の看護師に当てはまる。労働統計局によると、登録看護職は2016年から2026年の間に15％増加すると予測されており、これは平均的な全体の割合よりもはるかに速い。米国の増加率は、予防ケアへの関心の高まり、慢性疾患の増加、ベビーブーム世代が必要とするサービスの需要など、さまざまな理由によるものである 。
米国で最も給与の高い登録看護師はカリフォルニアにいる。カリフォルニアの都市は、多くの場合、国内の登録看護師にとって最も給与の高い大都市圏の上位5つを構成している。 ほとんどの登録看護師は似たような給与で働き始める。労働統計局（BLS）によると、登録看護師の年収の中央値は2020年6月の時点で年間80,000ドルであった。2015年のRNの最低10％の収入は70,000ドル未満で、最高10％の収入は101,360ドルを超えている。